# Carcass
Carcass est un groupe britannique de death metal mélodique, originaire de Liverpool, en Angleterre. Formé en 1985 par Ken Owen et Bill Steer, le groupe est passé au fil du temps par plusieurs sous-genres de metal extrême, débutant sur un style proche de Repulsion qui leur vaudra le statut de pionniers du goregrind, passant par le death metal, le death metal mélodique (dont ils sont aussi les pionniers) et le « death and roll ».

## Biographie

### Débuts (1985–1989)
Le groupe débute en 1985 avec Ken Owen à la batterie et Bill Steer à la guitare, tous deux âgés de 15 ans. D'abord nommé Disattack, le groupe restera quasi inactif durant ses deux premières années, malgré l’influence de Master, Napalm Death et (surtout) de Repulsion, Disattack n'arrive pas à se trouver un style musical stable, et le groupe répète trop rarement. Après l'enregistrement de la démo A Bomb Drops... en 1986 avec un certain Paul à la basse et Andrew Pek au chant, ces derniers quittent le groupe. En 1987, le bassiste Jeff Walker rejoint le groupe (désormais sous le nom de Carcass) après avoir été renvoyé du groupe Electro Hippies, suivi de Sanjiv au poste de chanteur. Ce dernier quitte le groupe après l'enregistrement de la démo Flesh Ripping Sonic Torment, sorti le 4 avril 1987. C'est désormais le duo Jeff Walker et Bill Steer qui assure le chant, possédant des vocaux très poussé pour l'époque, le chant de Jeff est lui éraillé, tandis que celui de Bill est d'un guttural assez particulier, semblable à des vomissements par moments, donnant un aspect putride à leur musique. Tandis que Ken et Bill composent les premiers morceaux, Walker utilise le dictionnaire médical de sa sœur (alors étudiante infirmière) pour y puiser le vocabulaire technique qui caractérise les textes du groupe, avec des titres comme Microwaved Uterogestation ou Mucopurulence Excretor . 
Le groupe rentre aux studios Rich Bitch (juste après Napalm Death, dont les membres travaillaient sur la face B de Scum avec Bill Steer comme guitariste) en décembre 1987 pour la mise en chantier de leur premier album, Reek of Putrefaction. Très influencé par le groupe américain Repulsion, Carcass joue une musique grindcore encore plus sale et violent que ce dernier. Ce qui met l'ingénieur du son Mark Ivory en difficulté, ne sachant pas trop comment gérer le son dû à son extrême violence, inédit pour l'époque, ce qui retardera la sortie de l'album. Après plusieurs mixages, Reek of Putrefaction sort le 1er juin 1988. L'album est accueilli de manière très mitigée à sa sortie, beaucoup de fans de metal n'adhèrent pas à la violence excessive du groupe et au son dit « cradingue »[réf. nécessaire]. Mark Ivory livre, malgré lui, une production trop épaisse, presque brouillon, renforçant l'aspect répugnant de l'album. Mais Reek of Putrefaction trouve néanmoins son public, dont même certains nommeront leur musique « goregrind » dû aux paroles gores et à ce son si caractéristique. Le groupe reste cependant déçu de cette expérience et, Bill, Jeff et Ken regrettent que le son soit aussi imparfait, voir raté selon Jeff Walker qui considère l'enregistrement de l'album comme une « catastrophe. » À sa sortie, l'album à causé beaucoup de controverses, pas uniquement dû à sa production et sa violence, mais aussi à cause de la pochette (faite par Jeff) exhibant de nombreuses photos découpés d'autopsies et de cadavres atrocement mutilés pour certains. Reek of Putrefaction connait par la suite une pochette censurée plus « classique ». À cette époque Jeff Walker est régulièrement en contact avec le guitariste du groupe de death metal suédois Carnage, Michael Amott, lui proposant à plusieurs reprises de rejoindre Carcass, chose que Amott refuse à chaque fois ne jugeant pas le groupe assez sérieux. Bill Steer quant à lui occupe encore le poste de guitariste dans le groupe Napalm Death pour l'enregistrement de son second album, From Enslavement to Obliteration, vite décrit comme l'album le plus violent et rapide jamais fait lors de sa sortie (peu après Reek of Putrefaction).
En 1989, le groupe décide d'enregistrer son second album, mais avec la volonté de faire un travail plus professionnel que sur le précédent album. Par crainte de refaire une mauvaise production, Carcass se tourne vers l'ingénieur Colin Richardson, ne voulant pas reproduire l'erreur faite sur le précédent album. Afin de se concentrer encore plus sur Carcass, Bill quitte définitivement Napalm Death. L'album sort le 1er novembre 1989, sous le nom de Symphonies of Sickness. Malgré un accueil positif et une production correcte, l'album divise les fans de metal extrême tout comme Reek of Putrefaction, dû à son ambiance macabre et ses paroles outrancières encore plus poussées que sur ce dernier, faisant fuir bon nombre d'entre eux, décrivant la musique du groupe comme insoutenable et écœurante. En effet, Symphonies of Sickness repousse les limites de la violence aussi bien musicalement qu'au niveau de son thème, dont les paroles pathologiques restent très crues, voire choquantes. Carcass gagne en notoriété, au même titre que Bolt Thrower (qui sort Realm of Chaos (Slaves to Darkness)) et Napalm Death, devenant par la suite l'un des groupes les plus importants de la scène extrême anglaise[réf. nécessaire].

### Progrès et Columbia (1990–1995)
Michael Amott décide de rejoindre le groupe en Angleterre en tant que second guitariste, à la suite de l'écoute de leur dernier album. Il splittera par la suite son groupe Carnage. Carcass retrouve son ingénieur du son Colin Richardson aux Slaughterhouse Studios au début de l'année 1991 pour l'enregistrement de son troisième album, Necroticism : Descanting the Insalubrious. Sorti le 1er octobre 1991, Necroticism marque plusieurs changements dans la musique de Carcass, Jeff assure désormais la grande majorité du chant et le groupe délaisse son style grindcore « sale » pour un death metal moins agressif. Carcass livre un album plus soigné, technique et complexe que les précédents. Necroticism reçoit un très bon accueil critique, et évite sur ce coup de nouvelles polémiques. Il est encore considéré[Par qui ?] comme un classique du genre[réf. nécessaire].
Sur le quatrième album, Heartwork, en 1993, Carcass prend définitivement une orientation plus mélodique, les structures des morceaux sont moins violentes et le son moins épais. Cet album est probablement la pierre fondatrice du style de death metal dit mélodique. Michael Amott quitte le groupe après l'enregistrement, reprochant semble-t-il la tournure mélodique que prenait le combo à cette époque[réf. nécessaire]. Il est remplacé pendant quelque temps par Mike Hickey. Très bien accueilli par la presse et le public (dont beaucoup de nouveaux à cette époque, venant de découvrir le groupe dans sa période la plus sage), Heartwork est généralement mal accueilli par les fans endurcis de la première période, reprochant au groupe de se rendre « facile d'accès », voir commercial, ce qui n'empêche pas l'album de devenir un classique lui aussi avec le temps.

### Suite, séparation et reformation (1996–2011)

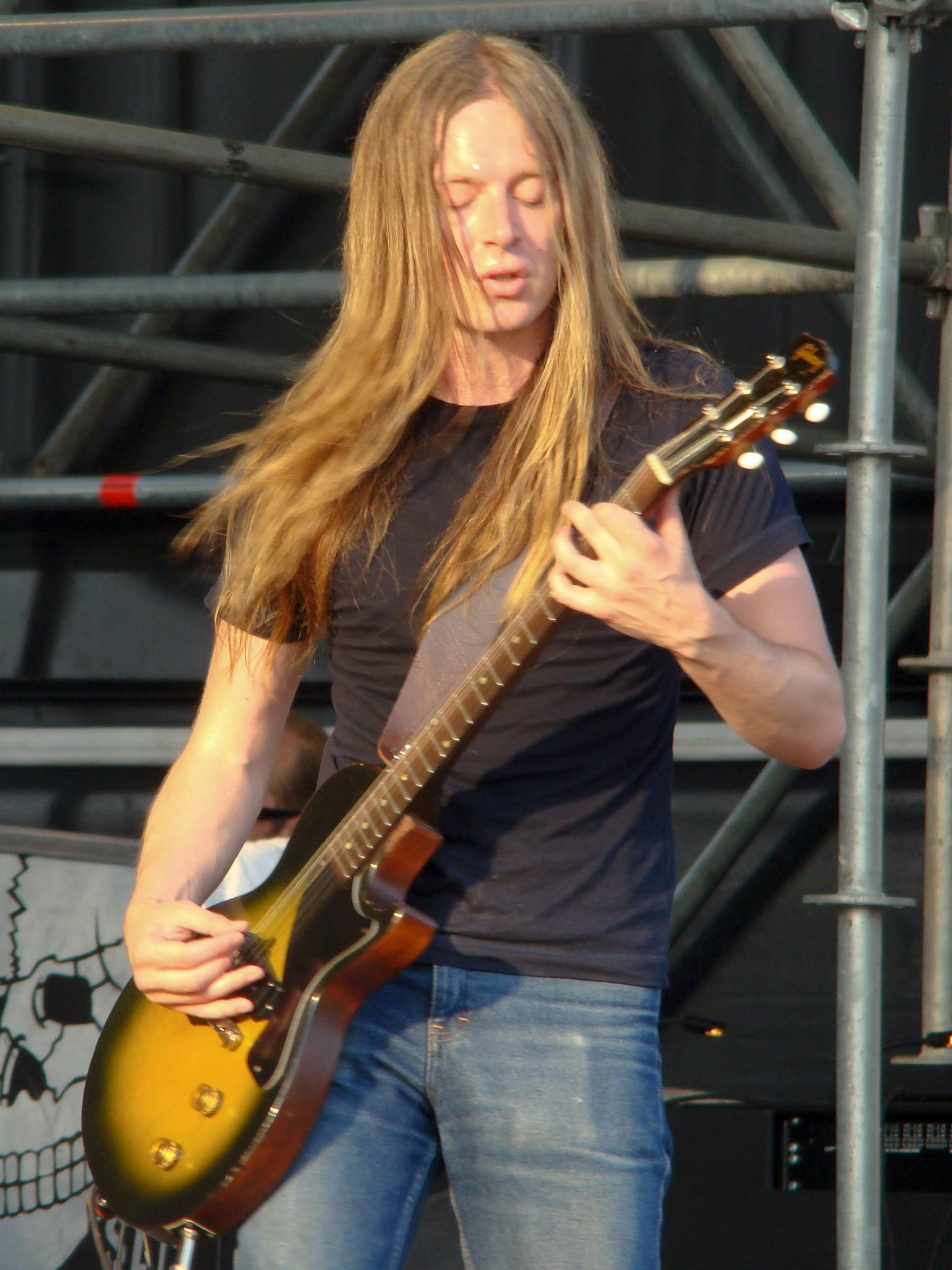
Bill Steer aux Gods of Metal, Bologne, en Italie (2008).

Carlo Regadas prend la place de guitariste pour l'enregistrement du cinquième album, Swansong, qui devait être distribué par une major, Sony. Cependant un désaccord artistique pousse les membres de Carcass, après un an d'attente, à récupérer leurs pistes et c'est Earache Records qui sort Swansong en 1996. Tout comme Heartwork, l'album est décrié par de nombreux fans de la période grind/death, mais trouve son public auprès des fans du précédents album. Swansong sonne très « death and roll » tout en gardant cette identité propre au groupe.
Bill Steer quitte le groupe avant la sortie de l'album, le reste du groupe décide de se séparer, déclarant être lassé de la scène extreme. Jeff Walker et Ken Owen ont rapidement formés un nouveau groupe, Blackstar, groupe au point mort depuis 2001 à la suite d'un accident vasculaire cérébral de Ken Owen. Bill Steer est toujours en activité, jouant dans Firebird, un groupe de blues pour lequel il a recommencé à tourner. Michael Amott joue dans Spiritual Beggars, groupe de stoner, et surtout dans Arch Enemy, combo de death metal mélodique fondé avec son frère Christopher Amott dans l'optique de monter un groupe qui soit une continuation de Carcass. Par ailleurs, il a participé en tant que mercenaire à de nombreux albums. Jeff Walker sort un nouveau disque de reprises de blues et de country à la sauce metal, intitulé Welcome in Carcass Cuntry, disque auquel participent de nombreux musiciens dont Bill Steer, Ken Owen ainsi que des membres d'Amorphis ainsi qu'un ancien membre de Faith No More. Par ailleurs, il participe également au dernier album de Napalm Death ainsi qu'à l'album d'un groupe de grind finlandais, To Separate the Flesh from the Bones.
Le groupe Carcass se reforme ensuite officiellement en octobre 2007 avec l'annonce de leur participation au Wacken Open Air de 2008 ainsi qu'au Hellfest, mais sans Ken Owen à cause de problèmes de santé. Le groupe affirme cependant que Ken recevrait sa part des bénéfices en tant que batteur bien qu'il n’apparaîtra pas sur scène[réf. nécessaire]. Carcass continue à se produire sur scène en 2009, et achève sa tournée nord-américaine la même année. Carcass participe également au Bloodstock Open Air de Derbyshire, Angleterre, en août 2009. En août 2010, Carcass joue au Vagos Open Air, au Portugal, et de Jalometalli Metal Music Festival à Oulu, en Finlande. En 2012, Amott et  Erlandsson quittent Carcass pour se consacrer à Arch Enemy.

### Surgical Steel(depuis 2012)
Carcass annonce un nouvel album au début de 2012. Jeff Walker confirme fin 2012 la finalisation de l'enregistrement de ce nouvel album. Leur premier, depuis 17 ans (et l'album Swansong). C'est Colin Richardson (Fear Factory, Machine Head, et Bullet for my Valentine) qui devrait produire ce nouvel album.
En mai 2013, Carcass signe avec le label Nuclear Blast. Au Japon, ils passent un contrat avec Trooper Entertainment pour la sortie de leur nouvel album. Carcass fait paraître Surgical Steel le 13 septembre 2013 en Europe, le 16 septembre au Royaume-Uni, et le 17 septembre en Amérique du Nord. L'album est généralement bien accueilli par la presse spécialisée, et entre dans le  Billboard 200. Après la sortie de Surgical Steel, Carcass paraît en tête d'affiche au Damnation Festival de Leeds avant d'embarquer pour la tournée Defenders of the Faith aux côtés d'Amon Amarth et de Hell, qui s'effectue en Europe entre novembre et décembre 2013. Carcass participe au 70000 Tons of Metal de janvier 2014 et est en tête d'affiche au Agglutination Festival du 23 août la même année. Dans une entrevue avec Metal Underground en juin 2014, Walker annonce une suite à l'album. Carcass fait paraître un EP intitulé Surgical Remission / Surplus Steel en novembre 2014. L'édition complète (album + Ep) sort en double LP sous divers coloris en édition limitée à l'automne 2015, au même moment  le groupe est sur la route pour le DeathCrusher Tour 2015, tournée Européenne, avec ses compatriotes de Napalm Death, les floridiens d'Obituary, Voivod from Canada & Herod. Un nouvel album, initialement annoncé pour 2017, devrait finalement voir le jour en 2021.

## Influences
Le groupe est influencé par des groupes de death metal et grindcore comme Death, Repulsion, Master, Macabre, et d'autres groupes du genre heavy metal comme Slayer, King Diamond, Wargasm et Diamond Head.

## Membres

### Membres actuels
- Jeff Walker – chant, basse (1985–1995, depuis 2007)
- Bill Steer – guitare solo, chant (1985–1995, depuis 2007)
- Daniel Wilding – batterie (depuis 2012)
- Ben Ash – guitare (depuis 2013)

### Anciens membres
- Ken Owen – batterie (1985–1995), chant  (1985-1990, participant sur Surgical Steel, 2013, en live en 2008, 2009, 2010, et 2013)
- Sanjiv – chant (1986–1987)
- Michael Amott – guitare (1990–1993, 2007–2012)
- Carlo Regadas – guitare (1994-1995)
- Daniel Erlandsson – batterie (2007–2012)

## Discographie

### Albums studio
- 1988 : Reek of Putrefaction
- 1989 : Symphonies of Sickness
- 1991 : Necroticism – Descanting the Insalubrious
- 1993 : Heartwork
- 1995 : Swansong
- 2013 : Surgical Steel
- 2021 : Torn Arteries

### EP
- 1989 : Pathologic
- 1989 : The Peel Sessions
- 1990 : Live at St. George's Hall
- 1992 : Tools of the Trade
- 1992 : Gods of Grind
- 1993 : The Heartwork EP
- 2020 : Despicable

### Compilations
- 1996 : Wake up and Smell the... Carcass
- 1998 : Best of Carcass
- 2001 : Requiems of Revulsion: A Tribute To Carcass
- 2004 : Choice Cuts

### Démos
- 1987 : Flesh Ripping Sonic Torment
- Symphonies of Sickness
- 1993 : Pre-Heartwork Parr Street Demos

### Vidéos
- Reek of Putrefaction
- Corporal Jigsore Quandary
- Incarnated Solvent Abuse
- Heartwork
- No Love Lost
- Keep on Rotting in the Free World
- Tools of the Trade

### DVD
- 1996 : Wake up and Smell the... Carcass